# 格丁尼亞角
62°10′S 58°33′W / 62.167°S 58.550°W
格丁尼亞角（Gdynia Point），是南極洲的海岬，位於南設得蘭群島的喬治王島，處於杜法耶爾島東端，在1979年由波蘭探險隊以該國的港口城市格丁尼亞命名，現時由南極條約體系管理。